# De Förenade Kolsyrefabrikernas AB

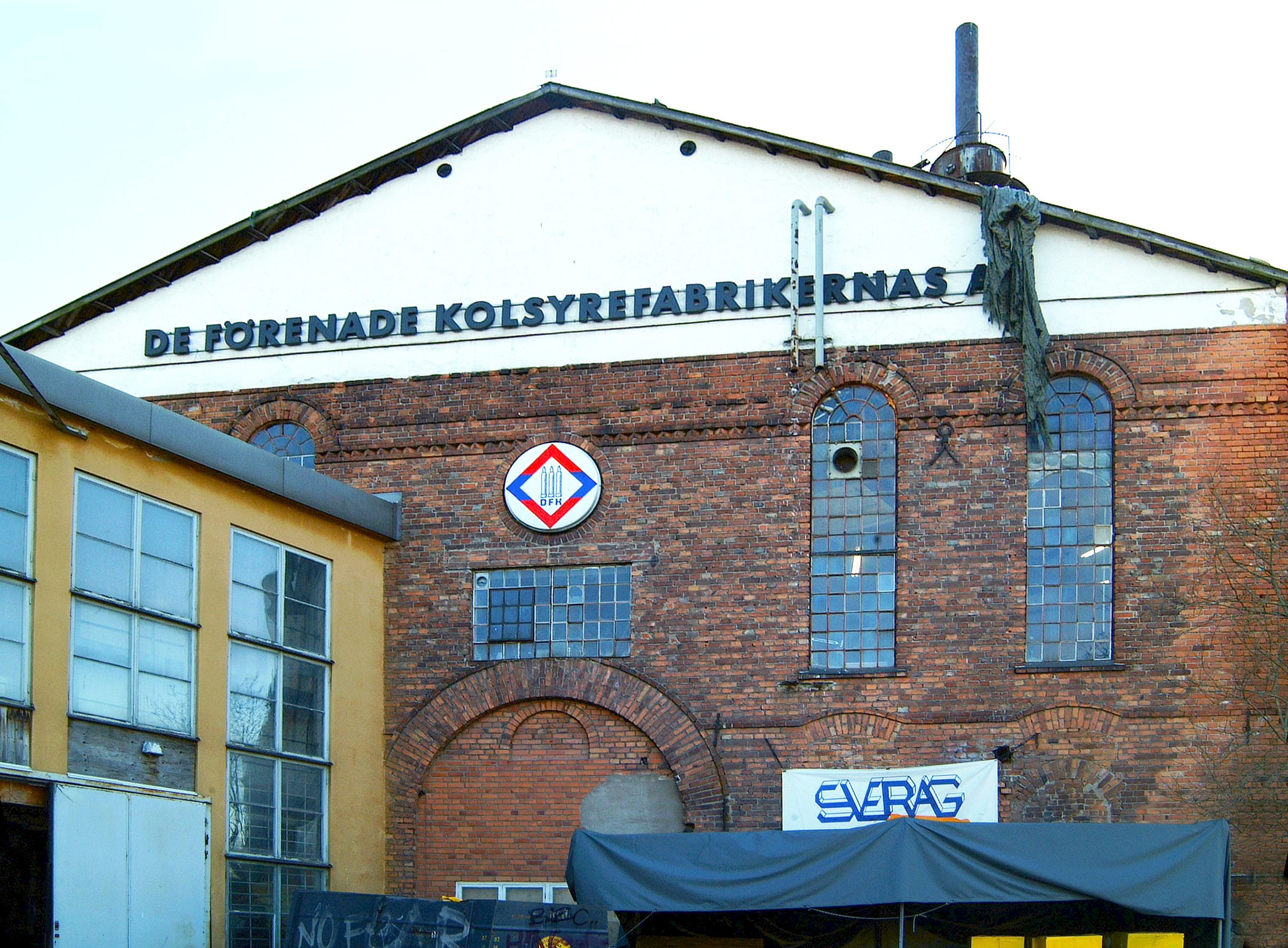
Kolsyrefabriken våren 2004.

De Förenade Kolsyrefabrikernas AB var ett kemiskt-tekniskt företag på Lövholmen i Liljeholmen i Stockholm. Kolsyrefabriken har varit den största i Sverige i sitt slag och var längst i drift, från 1896 till 1988. Fabriken var även den första i Sverige som arbetade med gasframställning och gashantering. Den 31 juli 2021 eldhärjades delar av fabriksanläggningen och vid årsskiftet 2021 / 2022 revs anläggningen.

## Historik

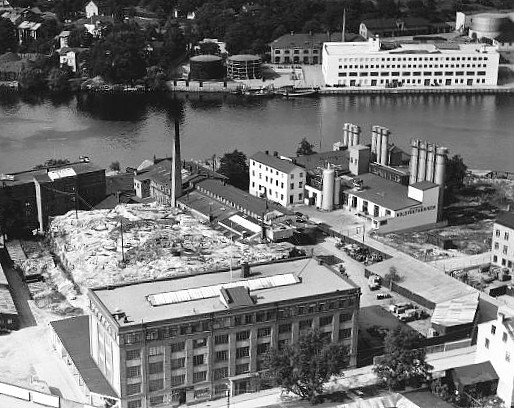
Svenska kolsyrefabriken 1938. I förgrunden syns Wilhelm Beckers gamla huvudkontor och i bakgrunden Reymersholms Spritförädlings AB:s numera rivna anläggning.

De Förenade Kolsyrefabrikernas AB bildades 1900 genom en fusion av två närbelägna kolsyrefabriker i dåvarande Liljeholmens municipalsamhälle: Svenska Kolsyreindustri AB från 1893 och Neumüllers kolsyrefabrik från 1898.

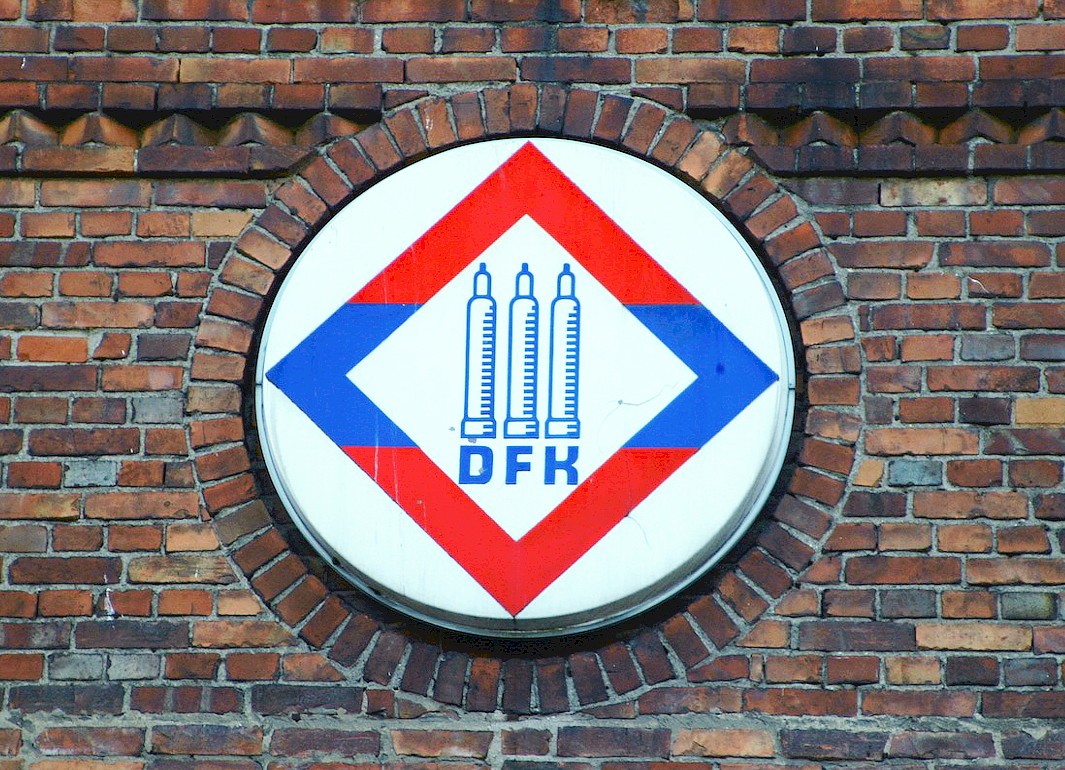
Fabrikens logotyp.

Grosshandlaren Emil Gäbel, hans son Max Gäbel och bryggmaskinsäljaren Friedrich Bock startade 1893 kolsyretillverkning av krita och svavelsyra i Nynäs vid sjön Trekanten i Gröndal för att ersätta import från Tyskland till svenska bryggerier. Bryggaren Otto Emil Neumüller startade en konkurrerande tillverkning i Lövholmen 1898 med modernare teknologi. 
Efter sammanslagning av företagen 1900 drevs all tillverkning i Lövholmen. Företaget var först i Sverige med att bedriva industriell tillverkning av koldioxid. Företaget dominerade marknaden för denna produkt, och var under perioder ensamtillverkare. Anläggningen på Lövholmen byggdes 1896 och moderniserades ett flertal gånger efter ritningar av bland andra Hakon Ahlberg och Nils Tesch. 
Företaget startade och hade fabriker också i Göteborg och Malmö. En 1904 nystartad konkurrent i Malmö köptes upp 1909. Produktionen förnyades i omgångar, och 1916 installerades till exempel ett koksverk. Under andra hälften av 1920-talet påbörjades tillverkning av torris efter ett amerikanskt patent, en produktion som efter hand ökades och redan under 1930-talet hade ett försäljningsvärde som överskred koldioxidens. 
En sista större kapacitetsökning och modernisering gjordes 1958-59, varefter företaget kunde producera tre ton gas per timme och därmed var en av de största fabrikerna av sitt slag i Europa. År 1961 köpte Svenska Salpeterverken i Köping, som också börjat producera koldioxid, aktiemajoriteten i De Förenade Kolsyrefabrikerna. Koldioxidtillverkningen i fabrikerna i Malmö och Göteborg lades ned 1968 respektive 1972, medan torristillverkningen fortsatte.
Gasproduktionen i Stockholm upphörde 1975. Kooperativa Förbundet, som köpt företaget 1971, sålde det 1979 vidare till Norsk Hydro. Det såldes vidare till AGA 1987 för att 1988 upphöra genom integration i AGA Gas AB.
Fabriksanläggningen står nu (2020) öde, fastigheten Löfholmen 13, som omfattar den gamla fabriken, ägs av Veidekke som planerar att använda marken för att bygga bostäder på. För närvarande (2020) pågår planarbete med en ny detaljplan (Dn 2017-13571) för Lövholmen som skall reglera uppförande av nya bostäder, skola, förskolor, parker och kontor samt bevarade av kulturhistoriskt värdefull miljö.

Historiska bilder
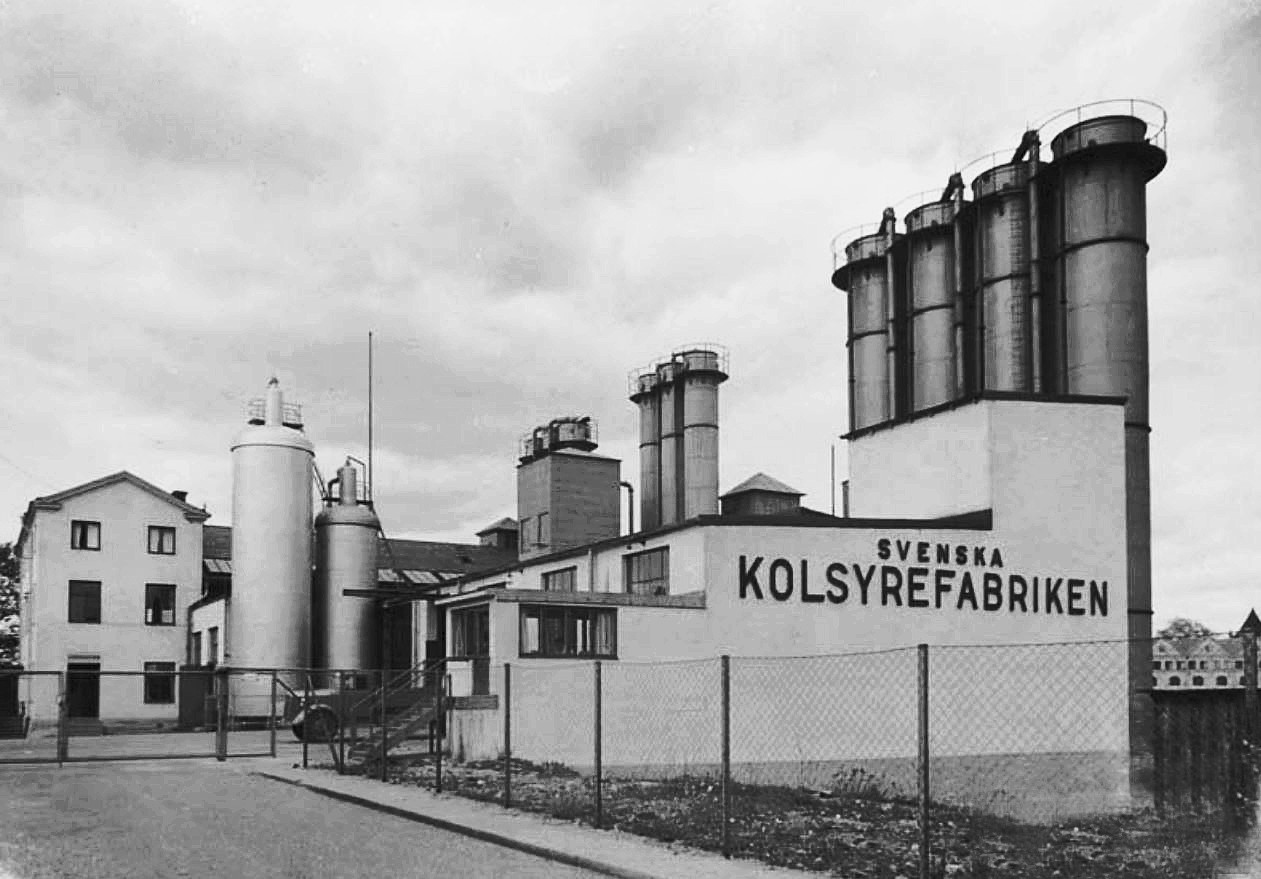
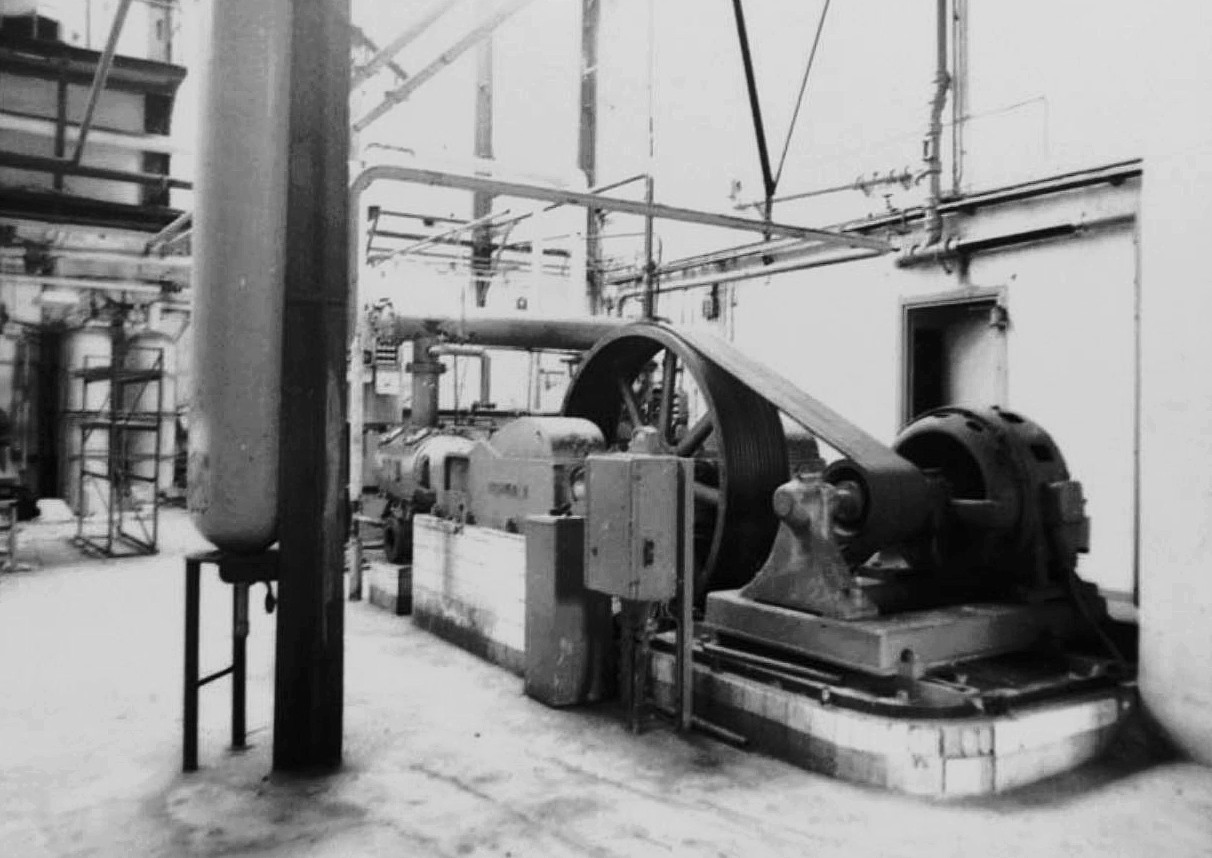
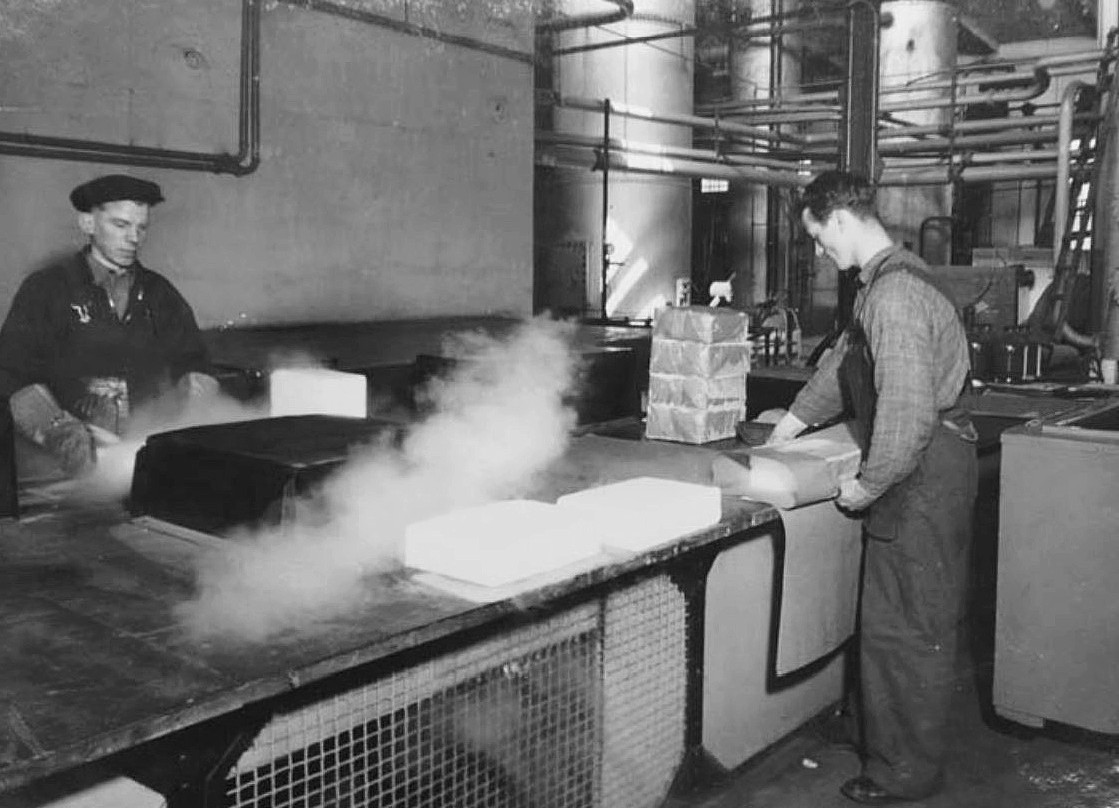
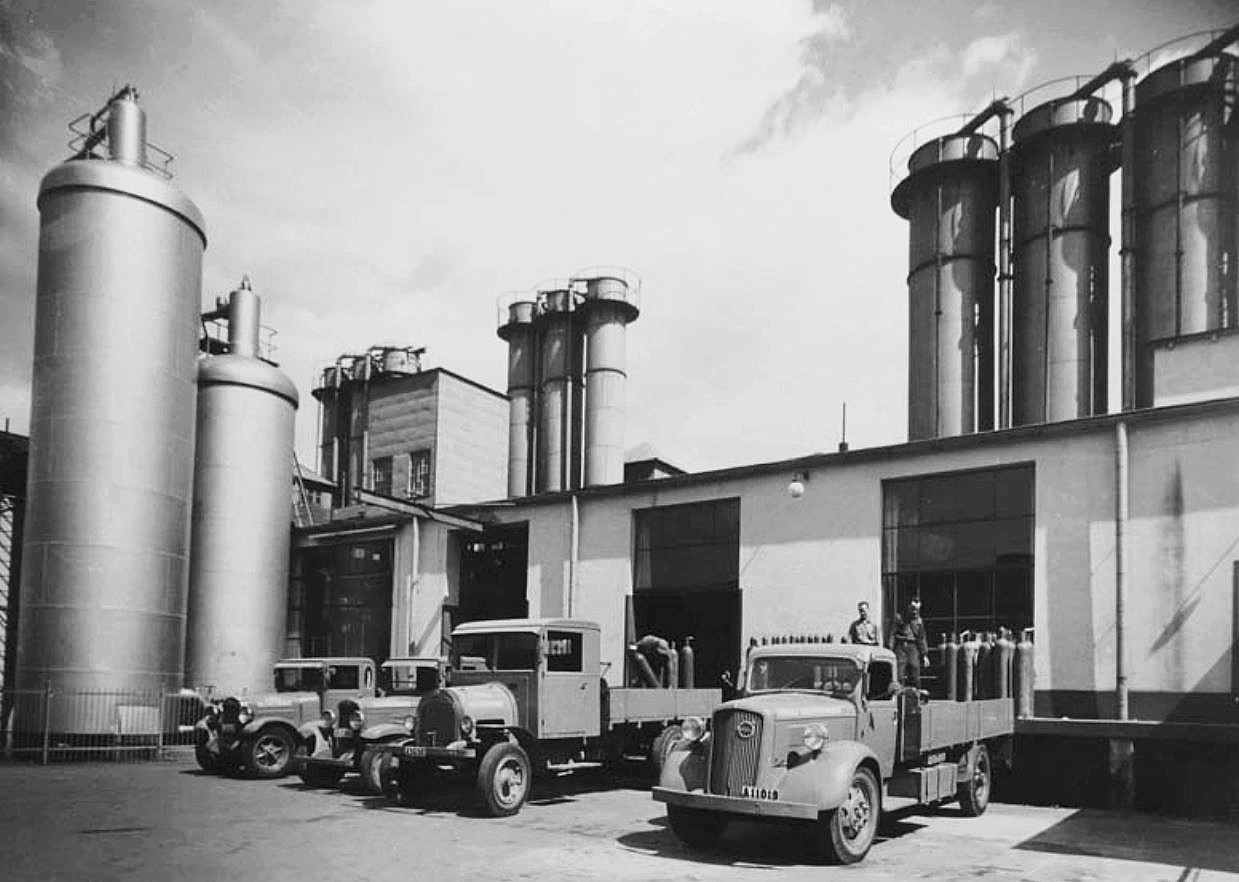

Bilder efter stängningen – exteriör
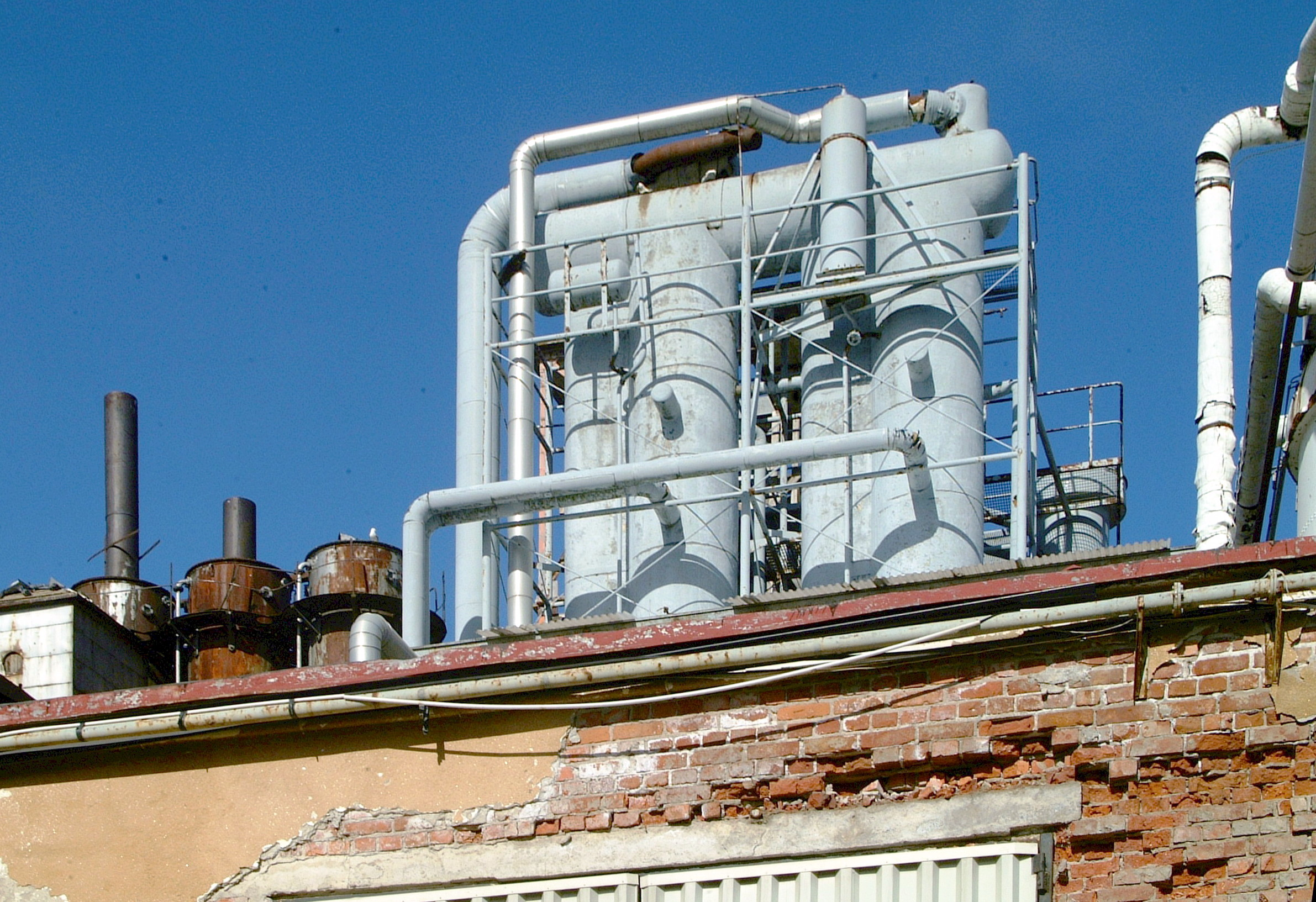
2005.
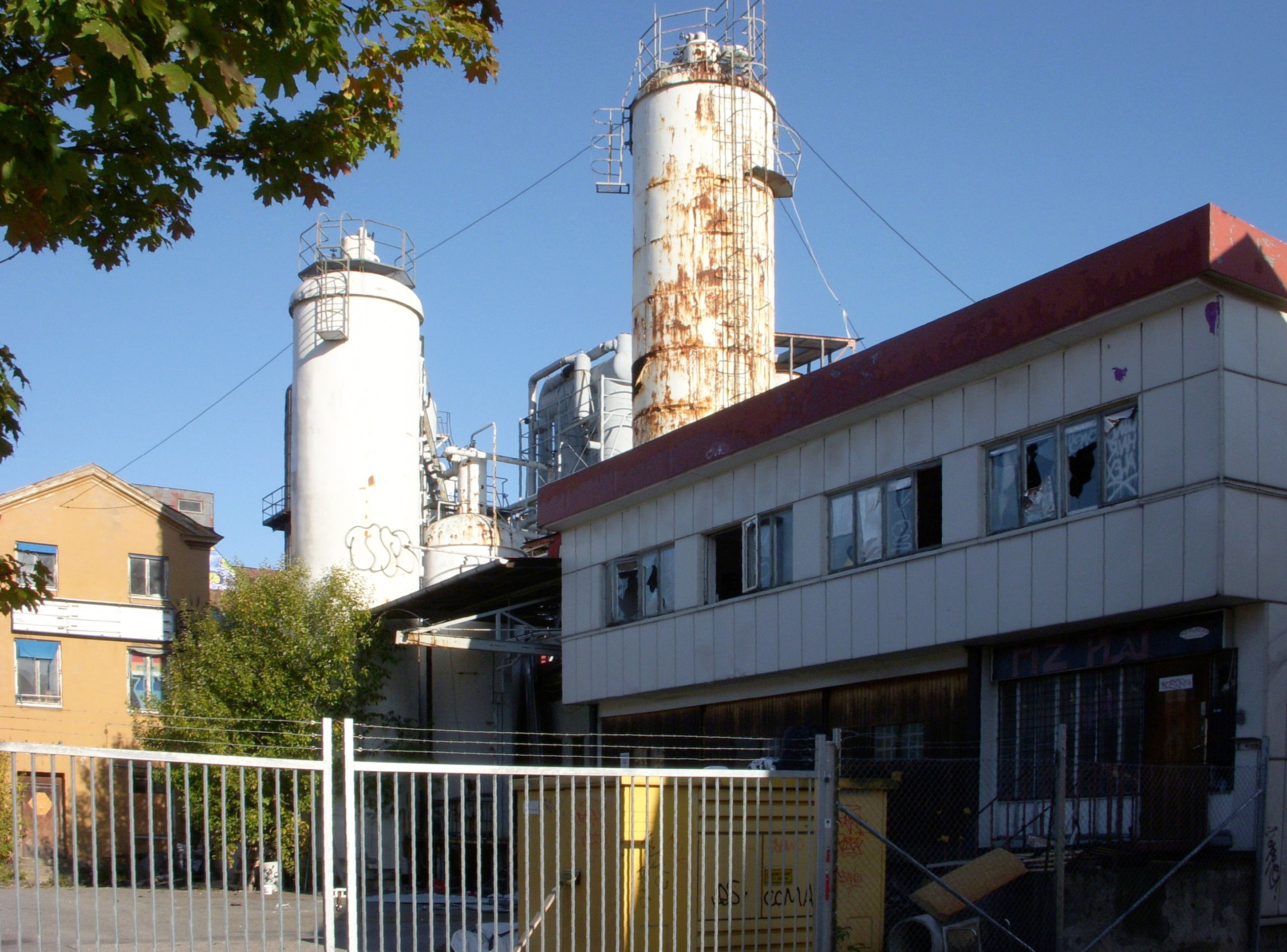
2009.
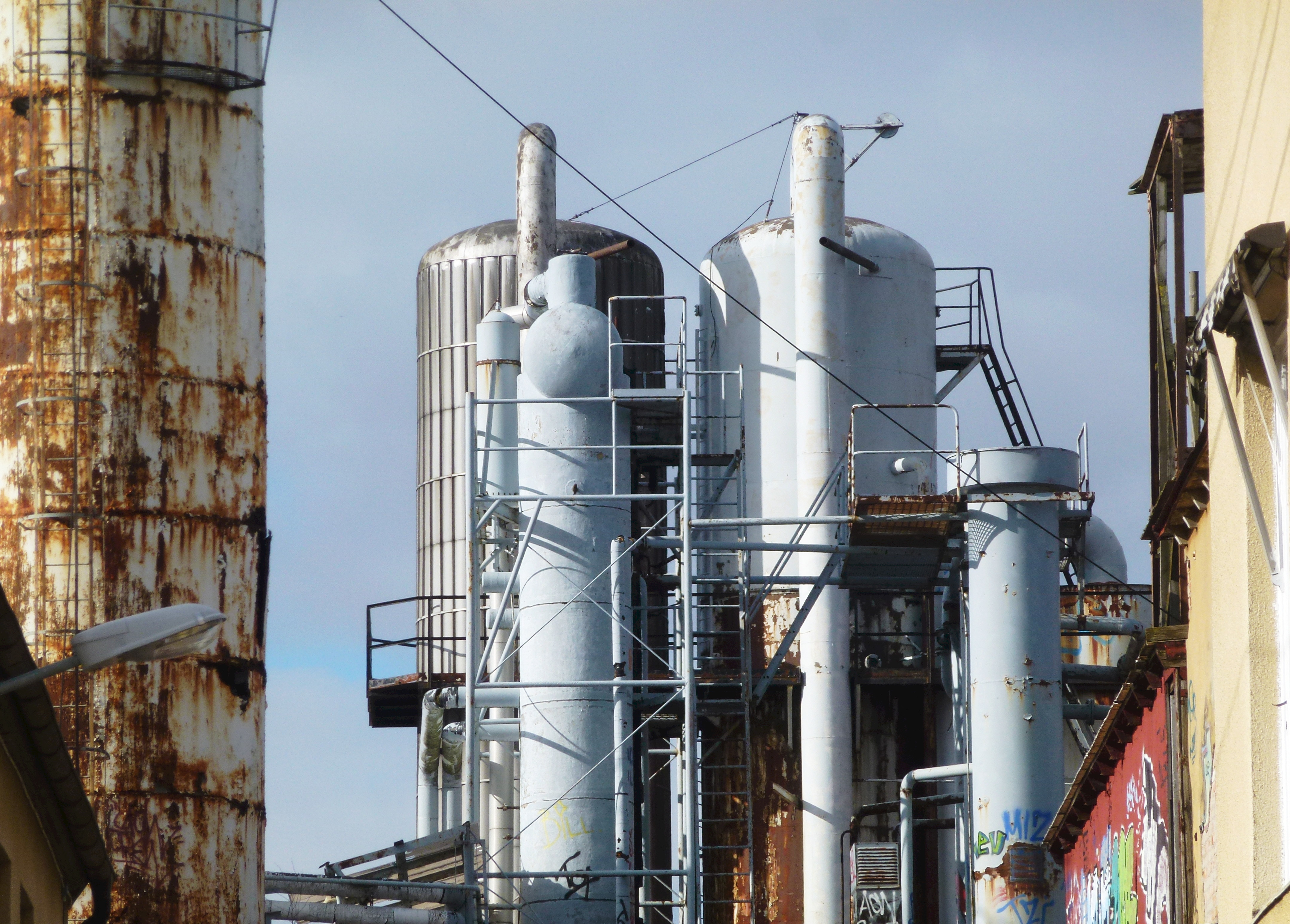
2015.
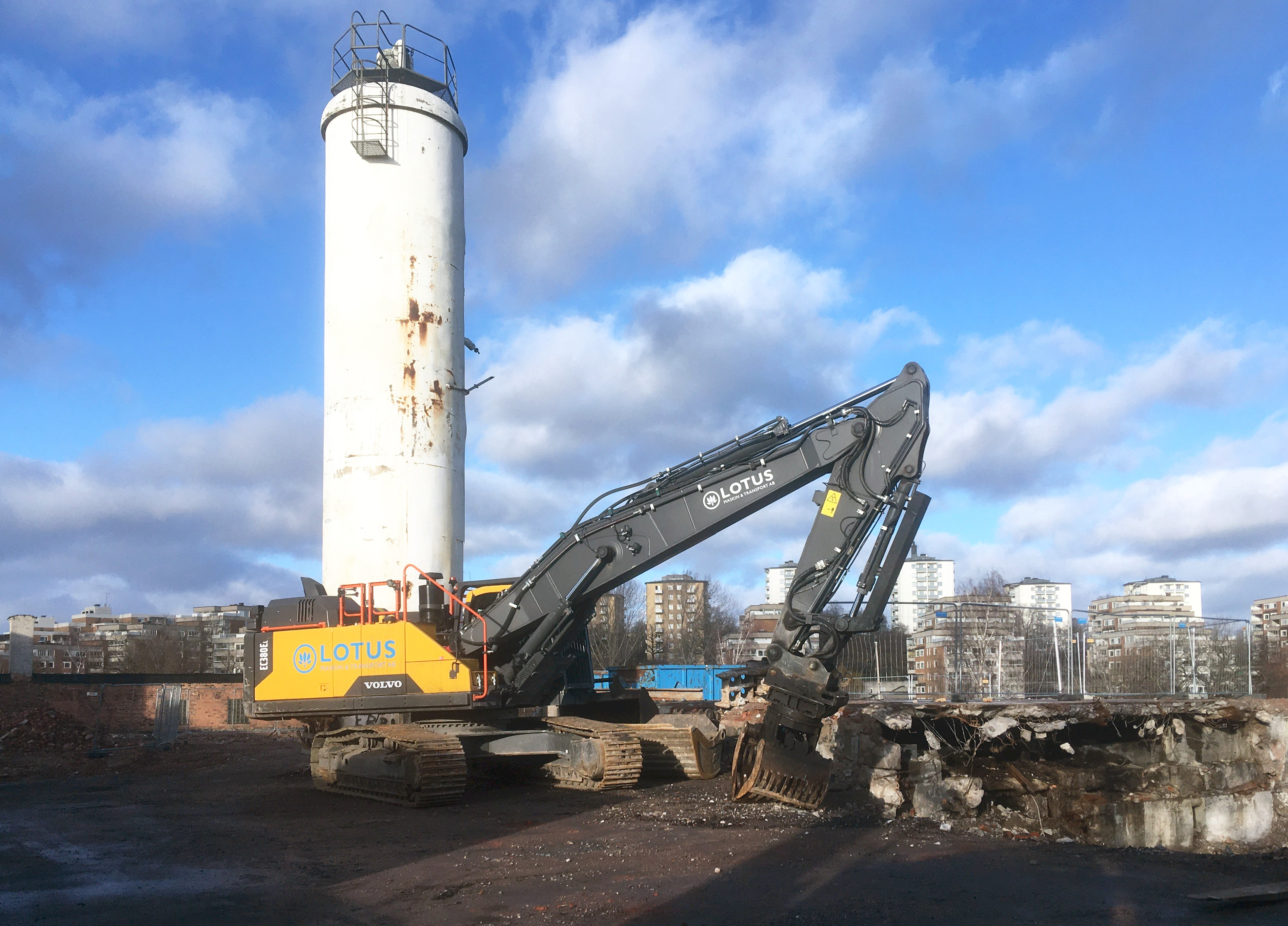
Rivning 2022.

Bilder efter stängningen – interiör
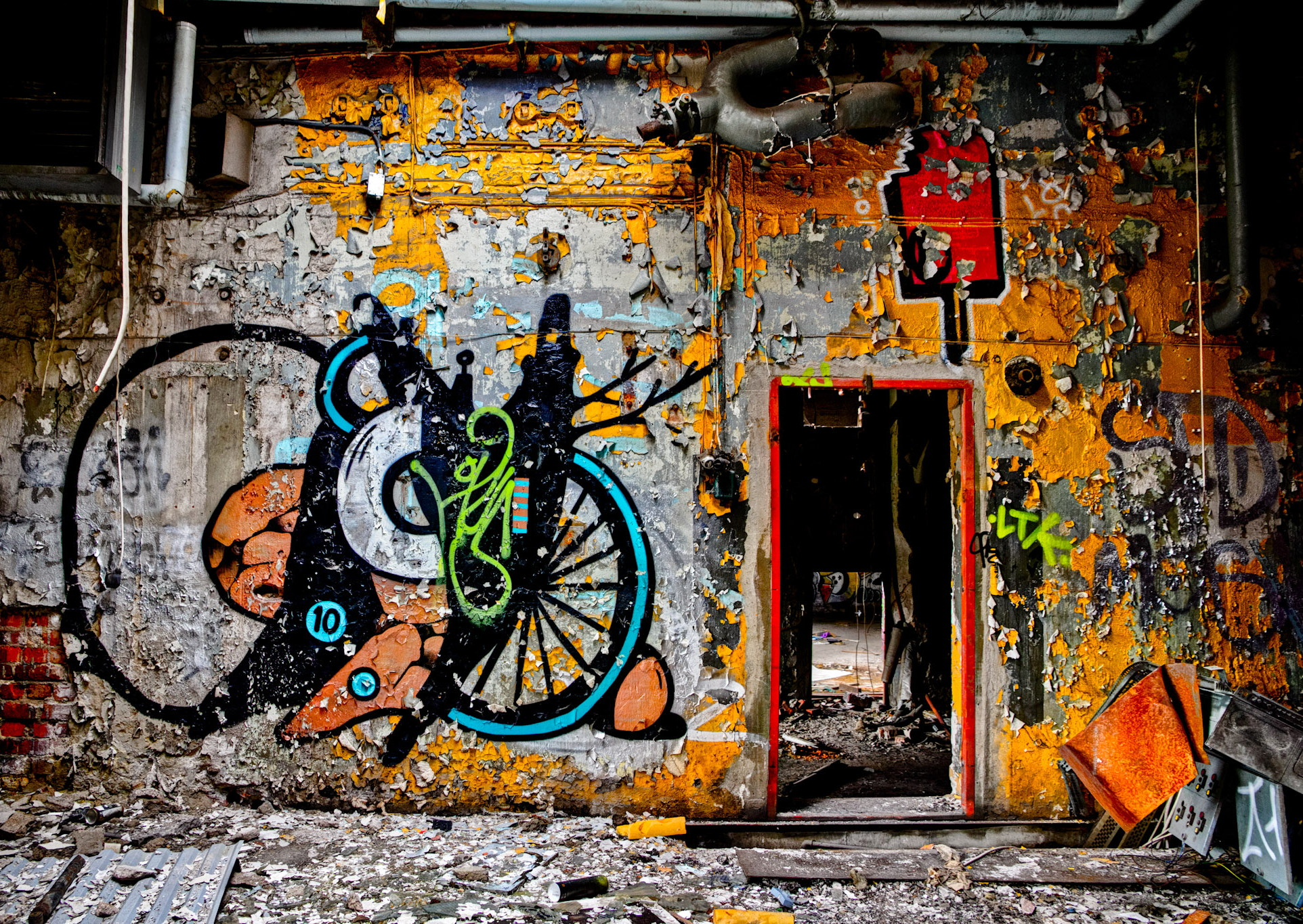
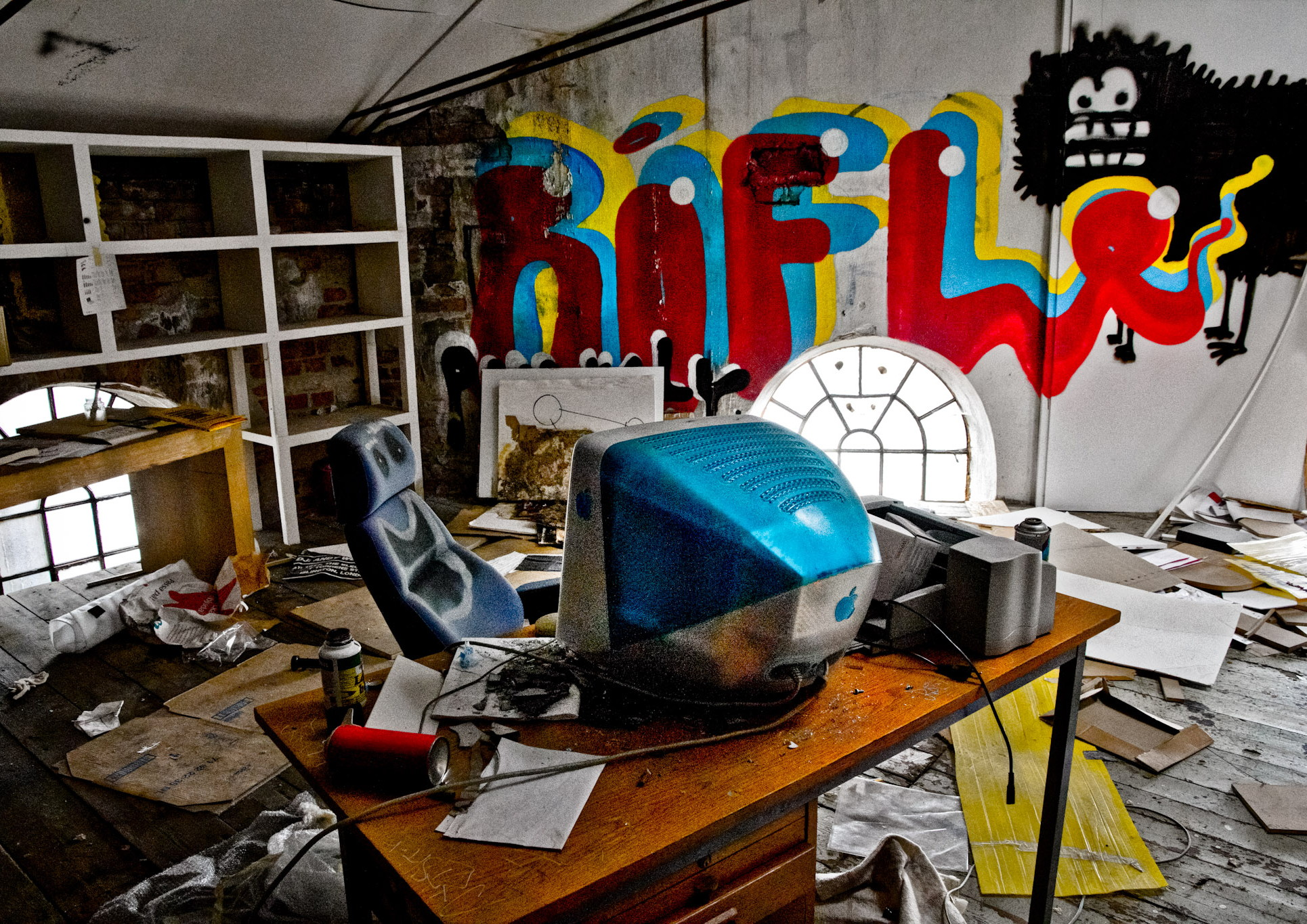
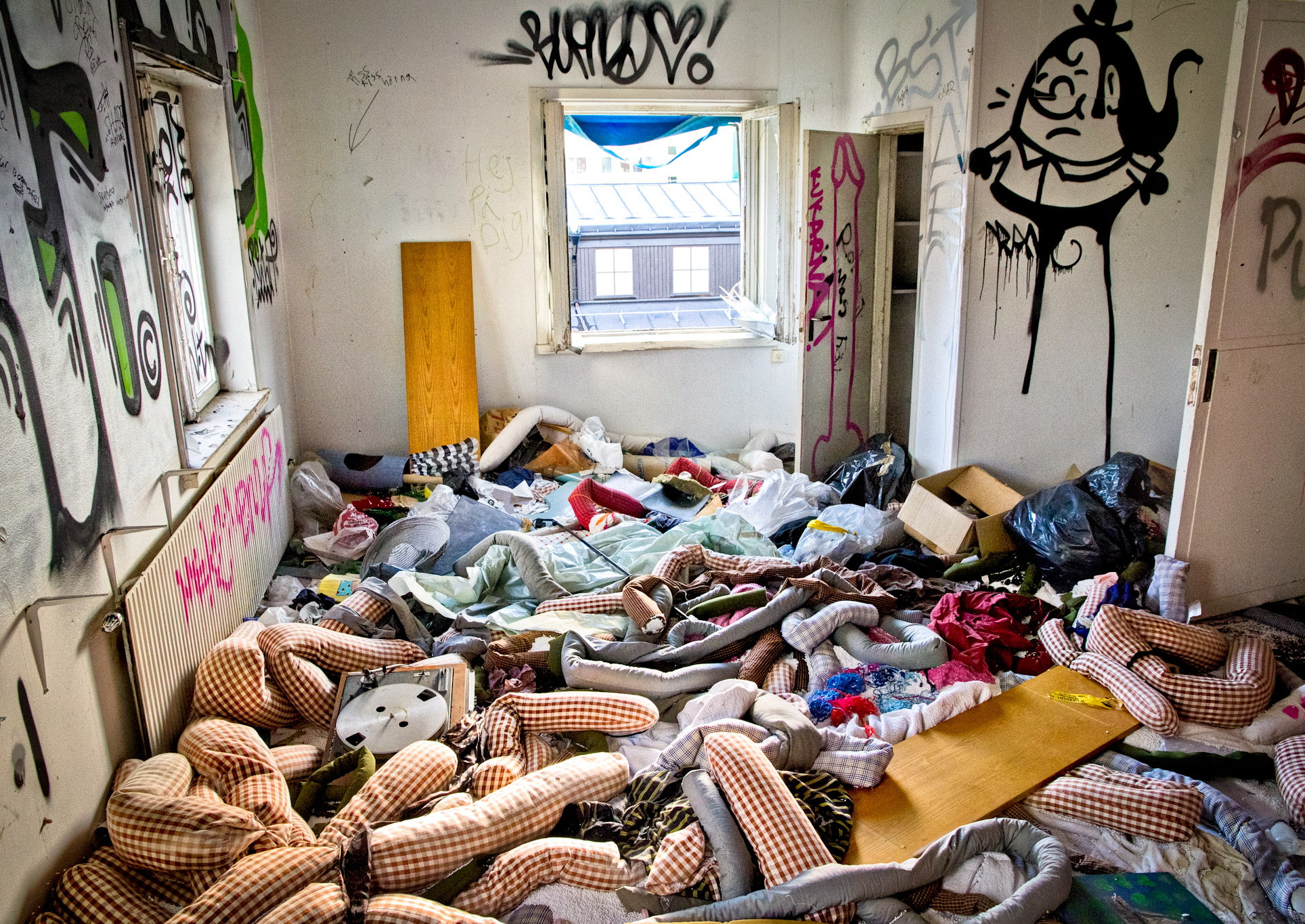
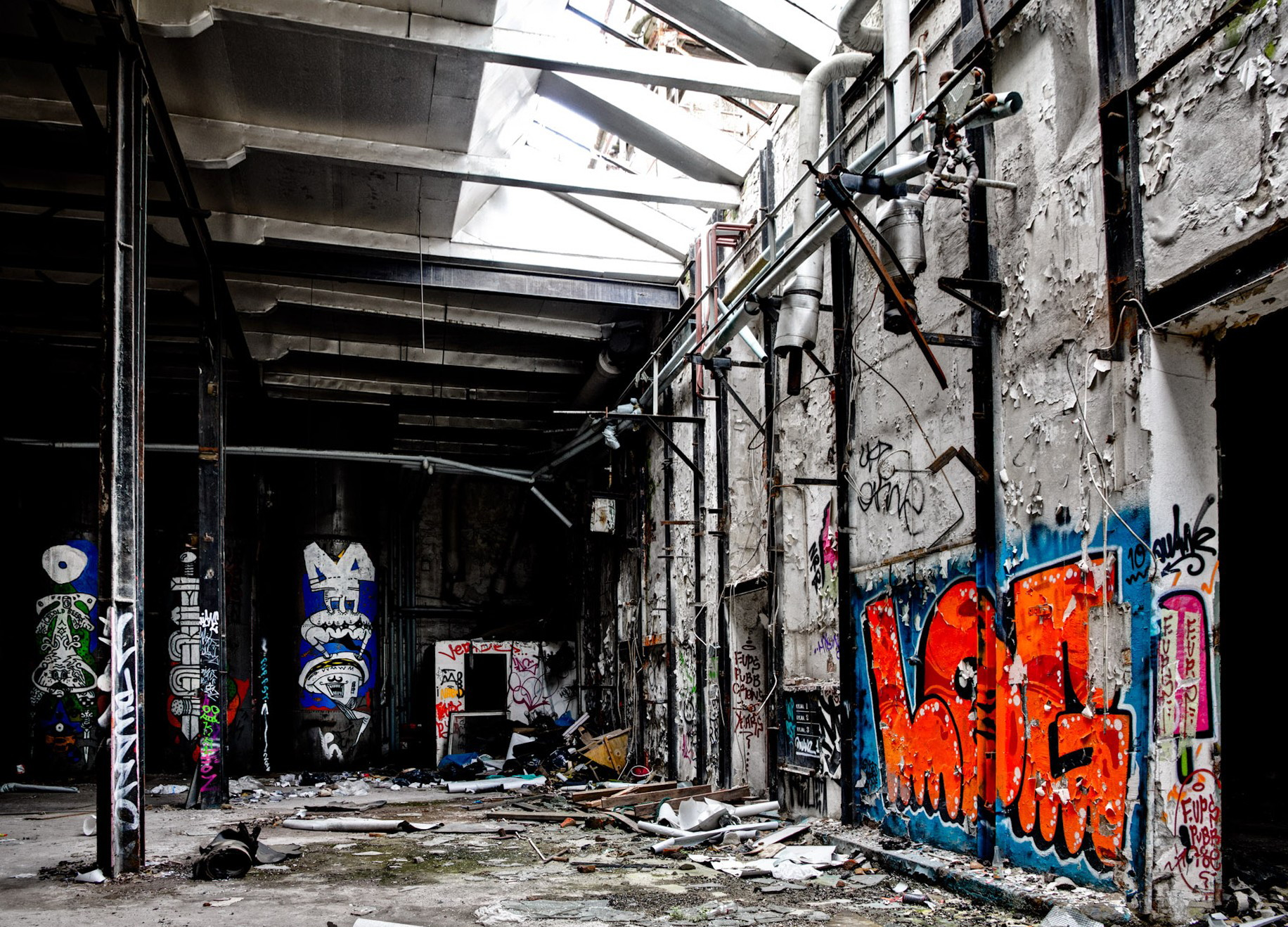

## Branden
Natten mellan fredag den 30 och lördag den 31 juli 2021 eldhärjades delar av Kolsyrefabrikens bebyggelse som sedan många år stått tom. Larmet inkom vid 23-tiden på fredagskvällen och Stockholms brandförsvar skickade ett tiotal enheter med omkring 50 personer till brandområdet. Man arbetade huvudsakligen för att förhindra spridning av branden vilken beskrevs som kraftig. Från Liljeholmsviken bekämpades elden av Sjöräddningsssällskapet och Kustbevakningen. Rökutvecklingen var omfattande och drog över Södermalm varför ett Viktigt meddelande till allmänheten (VMA) utfärdades. Polisen inledde en förundersökning om mordbrand. Den berörda byggnaden är totalförstörd, intilliggande byggnader, bland dem Smältan,  Färgfabriken och Wilhelm Beckers gamla huvudkontor skadades inte.

Branden
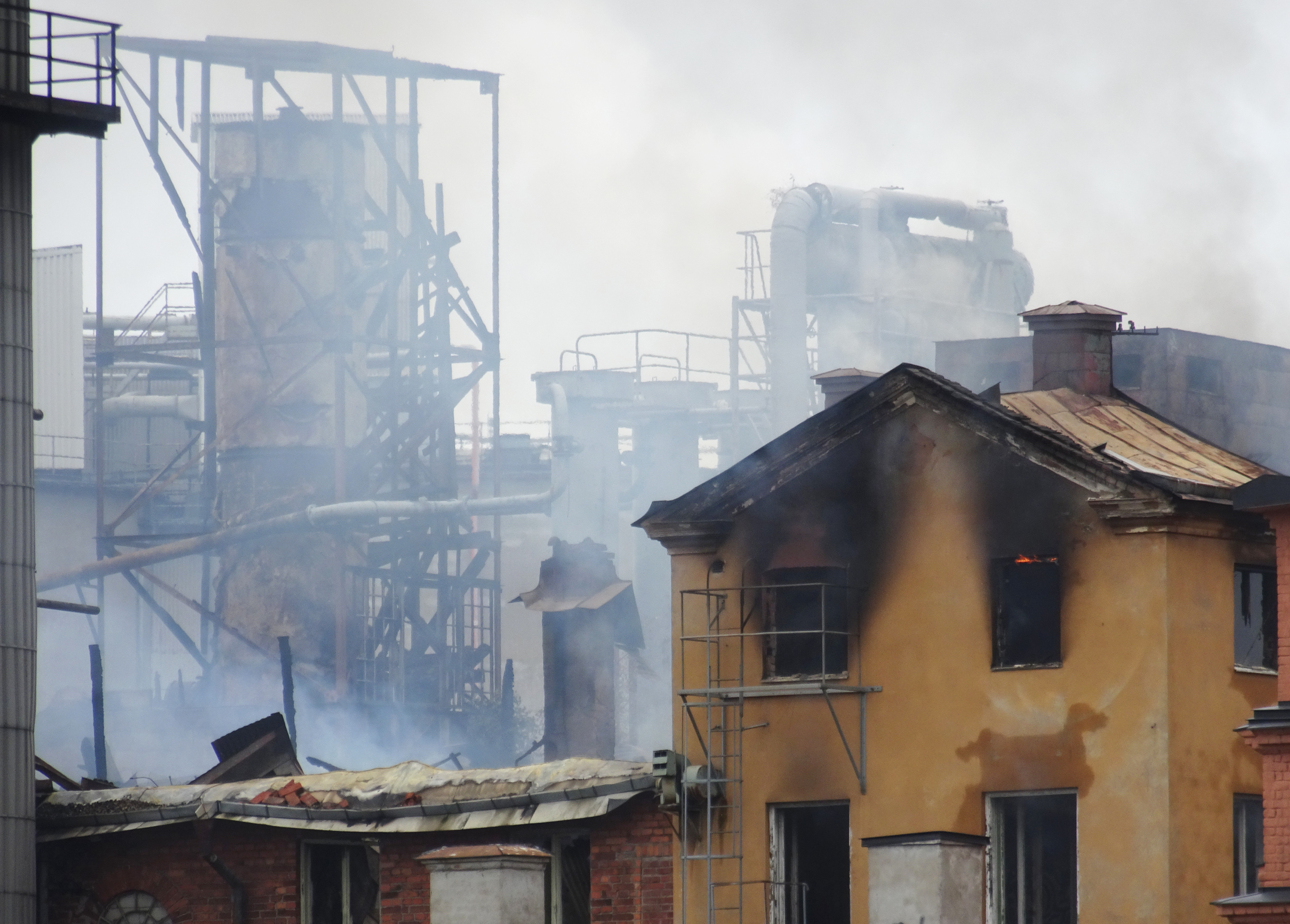
Vy från Gröndalshamnen, 31 juli 2021.
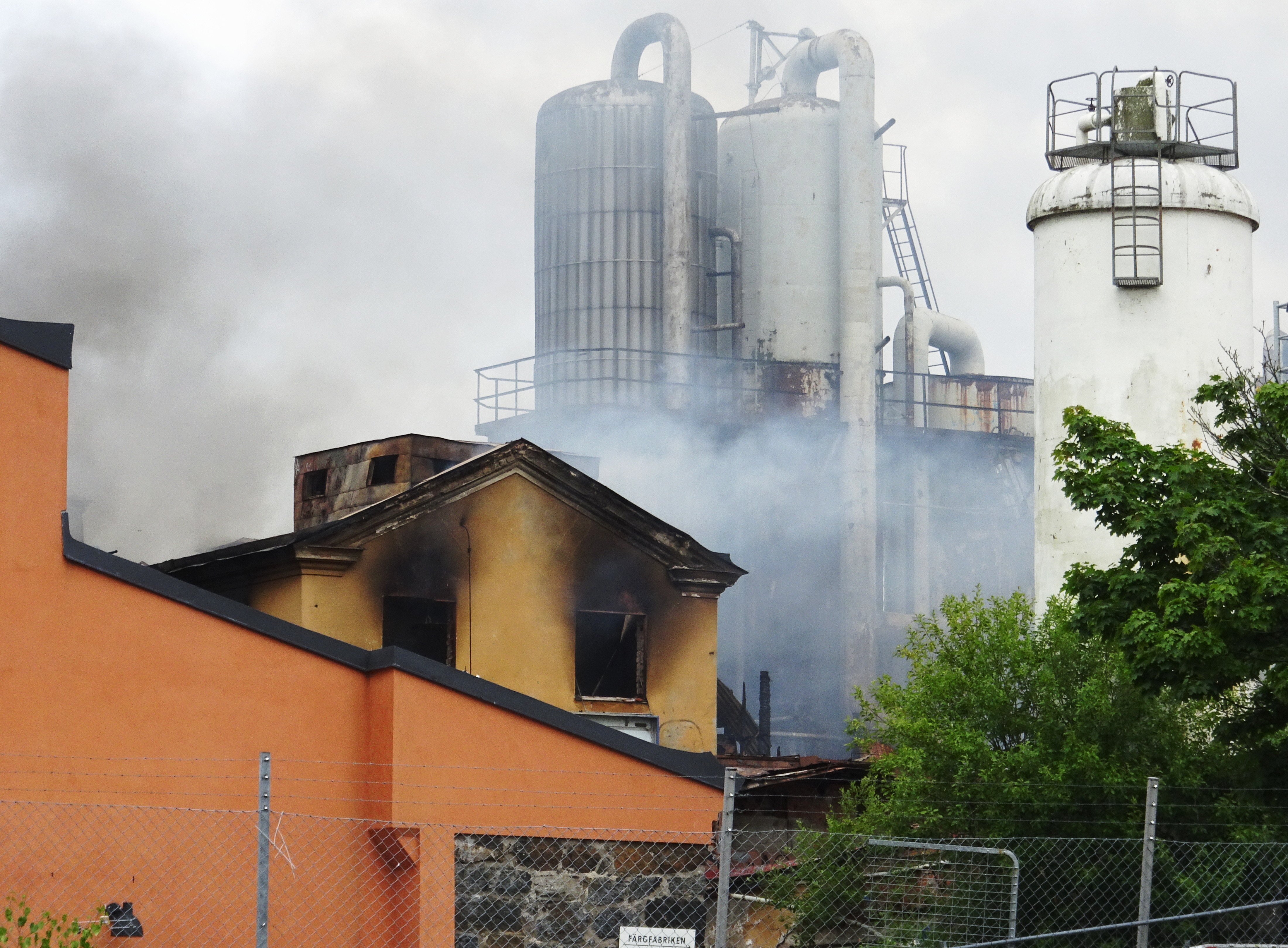
Vy från Lövholmsgränd, 31 juli 2021.
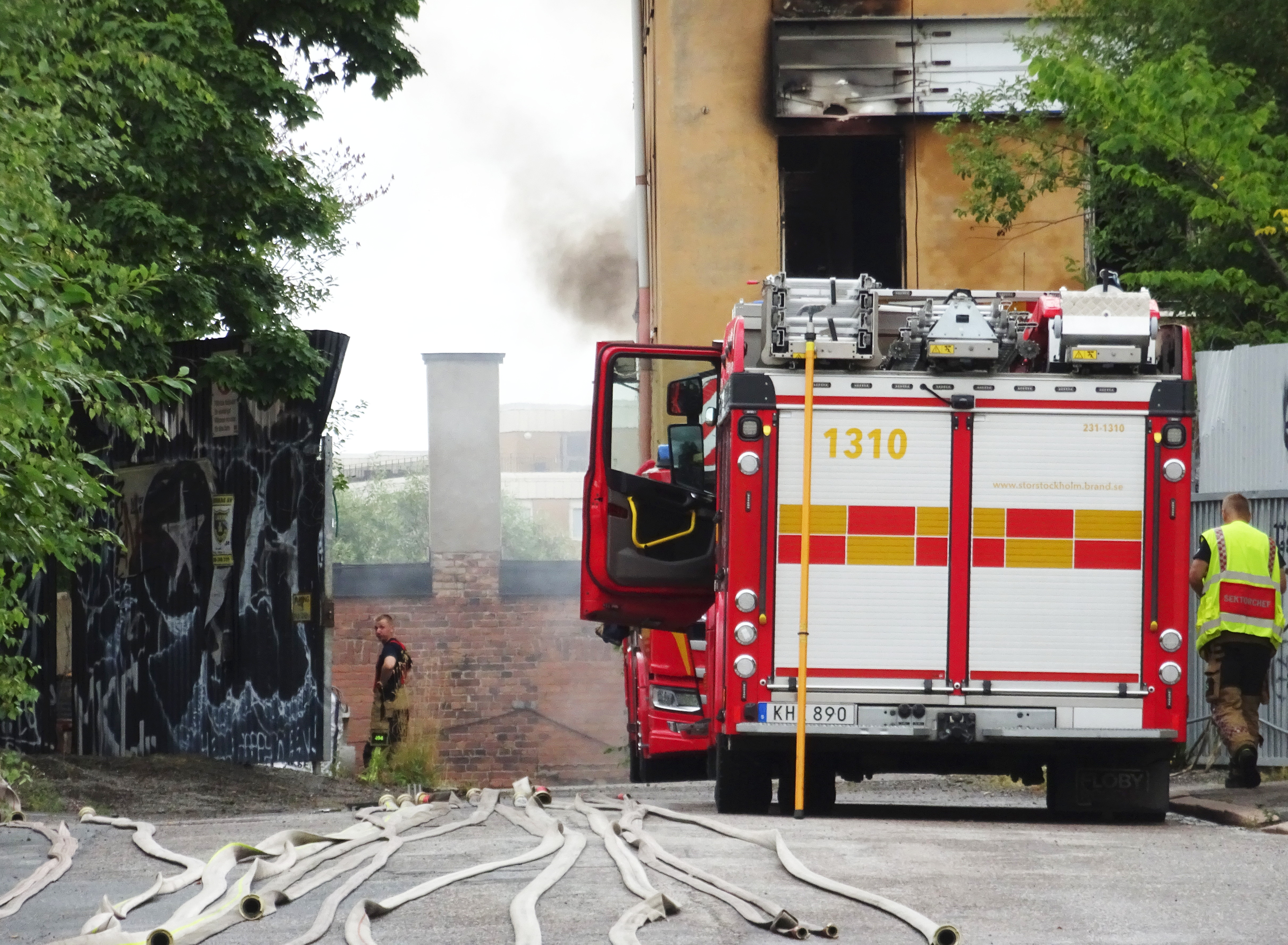
Vy från Lövholmsbrinken, 31 juli 2021.
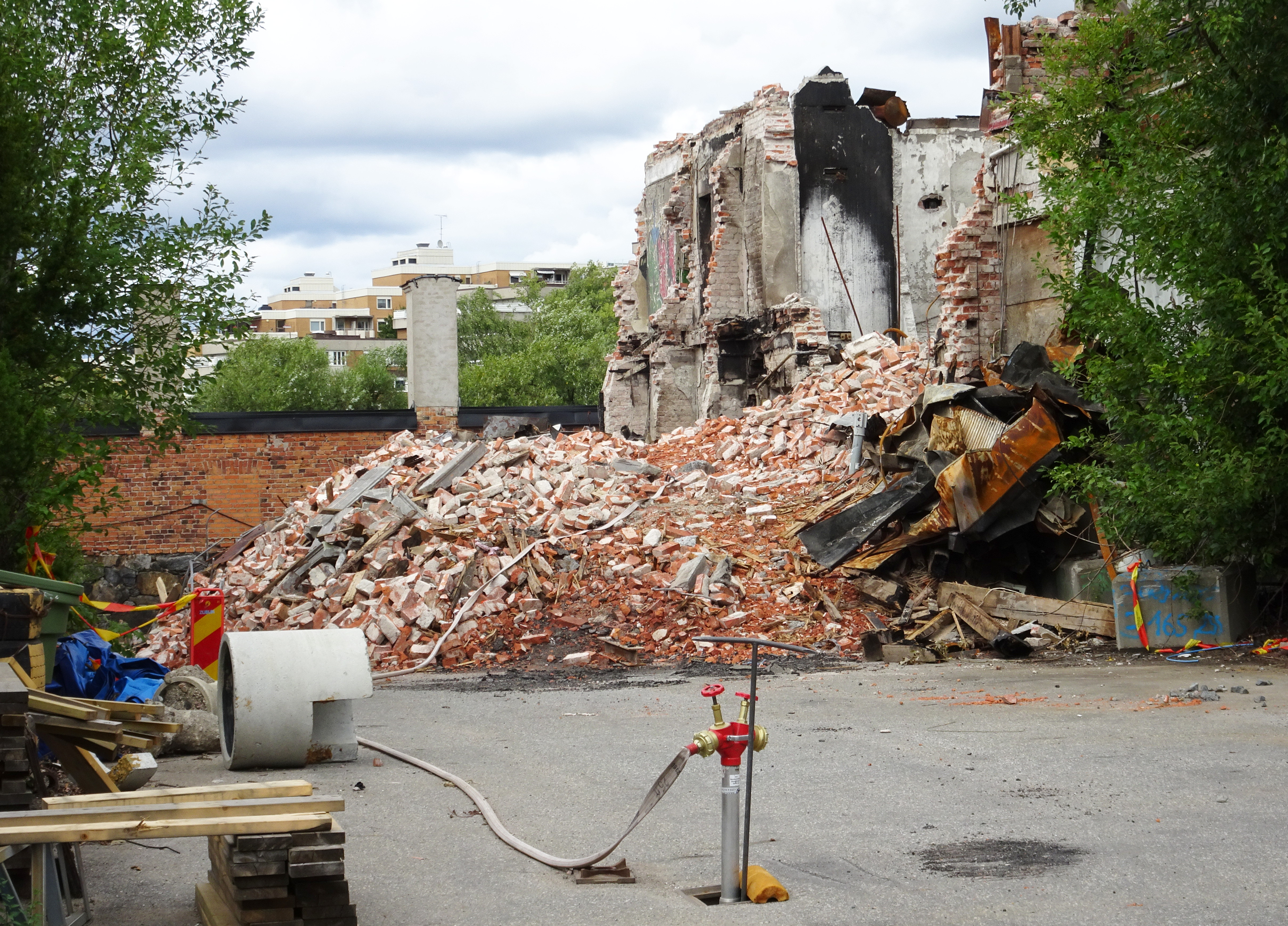
Efter branden, 15 augusti 2021